# Митрофан (архієпископ Новгородський)
 Архієпископ Митрофан  (пом. 3 липня 1223) — єпископ Київської митрополії, архієпископ Новгородський і Псковський .

## Біографія
Відомостей про преосвященного Митрофана збереглося небагато.
На Новгородську кафедру його висунув великий князь Володимирський Всеволод III Велике Гніздо, який, всупереч новгородському звичаєм, обрав владику без віче 1199 року, а потім він був відправлений до митрополита на поставлення.
3 липня 1201 року висвячений у єпископа Новгородського з піднесенням у сан архієпископа.
У 1211 році князь Торопецький Мстислав Мстиславич, запідозривши Митрофана в прихильності до князя Всеволода, усунув його з єпархії і відправив до Торопця. Доктор історичних наук Фроянова І. Я, вважає що усунення святителя Митрофана відбулось не без впливу політичних чинників, але все ж, за язичницьким сценарієм. Новгородці поклали відповідальність на «великий пожежу» 1211 року на «місцевих володарів, в першу чергу — на архієпископа Митрофана, що відповідало язичницьким уявленням, згідно з якими суспільні біди були результатом недбальства чи гріховності правителів. Таких правителів або вбивали, або з безсчестям та ганьбою виганяли. Аналогічна доля спіткала архієпископа Митрофана, котрого ймовірно звинуватили у жахливій пожежі, в котрій згоріла велика частина Новгорода. Владику не тільки скинули з кафедри, але й ізолювали, виславши за межі новгородської землі».
Після того як у 1218 році князь Мстислав полишив Новгород архієпископ Митрофан повернувся до Новгорода і жив у Благовіщенському монастирі. У цьому ж році, коли його наступник Антоній пішов у Торжок, новгородці проголосили Митрофана знову своїм владикою. Але через деякий час жителі Новгорода разом з князем Всеволодом послали обох архієреїв до митрополита в Київ, кажучи: "Кого він пришле, той і буде нашим владикою ".
У 1220 році повернувся назад владика Митрофан і управляв єпархією ще близько чотирьох років.
3 липня 1223 святитель Митрофан помер.